# Zahod
Zahod (označbi Z ali W, iz angleškega West) je ena od štirih glavnih strani neba. Na kompasu se zahod nahaja 90° protiurno od severa. Beseda 'zahod' je tvorjena iz glagola 'zahoditi', 'iti za'; poimenovanje pojava sončevega zahajanja pa je prišlo preko uporabe metonimije. Zahod je nasproten smeri vzhoda, saj na zahodu Sonce zahaja in vzhaja na vzhodu.